# Црква Светих апостола Петра и Павла у Бргулима
Црква Светих апостола Петра и Павла у Бргулима на Луштици је из 15. или 16. вијека  и припада митрополији црногорско-приморској Српске православне цркве.
Храм је грађен од камена. На источној страни храма је полукружна олтарска апсида са малим прозором. Још су четири прозора, по два на јужном и два на сјеверном зиду, а изнад улаза у цркву, на западном зиду, је звоно на преслицу. Између звона и врата је архитектонски украс у облику розете.

## Галерија
- Таблe код главног пута
- Улазни дио, звоник и сјеверни зид цркве са једним прозором